# Доржу, Чургуй-оол Михайлович
Чургуй-оол Михайлович Доржу (тув. Чургуй-оол Михаил оглу Доржу; 16 октября 1949 — 9 октября 2018) — кандидат филологических наук, ведущий научный сотрудник монголоведения ТИГПИ, заслуженный деятель науки Республики Тыва.

## Биография
Родился 16 октября 1949 года в селе Торгалыг Овюрского района Тувинской АССР в семье рабочих совхоза. В 1974 году окончил филологический факультет Кызылского государственного педагогического института. В 1974-1975 годах работал учителем родного языка и литературы в Торгалыгской средней школе, в 1976 году был принят в сектор словарей ТИГПИ младшим научным сотрудником, в 1978 году поступил в очную аспирантуру Института языкознания АН СССР в Москве и в 1984 году защитил кандидатскую диссертацию на тему «Древнеуйгурские элементы в современном тувинском языке». С 1985 по 1986 годы — заместитель директора ТИГПИ по учебникам. С 1986 года заведовал сектором языка и письменности института. В 1991 году поступил в докторантуру Института языкознания АН СССР (Москва) и в 1994 году её окончил. Во время прохождения докторантуры преподавал тувинский язык в Анкарском университете (Турция) на кафедре современных тюркских языков. В 1994 году был назначен директором ТИГПИ и руководил институтом до 2000 года. С 2000 по 2002 год работал проректором по региональным и международным связям Тувинского госуниверситета. С 2002 по 2004 год работал в Аппарате правительства Полномочным представителем Правительства РТ. С 2004 по 2008 год — проректор Тувинского университета.

## Научная деятельность
Ещё со студенческих лет Ч. М. Доржу принимал активное участие в научно-практических конференциях. Первым его научным опытом была статья «О фонетических и структурных особенностях подражательных слов тувинского языка». Основным направлением научных изысканий Ч. М. Доржу выбрал историю развития тувинского языка. Его кандидатская диссертация написана под руководством выдающегося ученого-востоковеда, лингвиста Э. Р. Тенишева. Сопоставляя лексику тувинского и древнеуйгурского, а также сарыг-югурского, саларского языков, Ч. М. Доржу выявляет большое сходство в звуковом строе и морфологии древнеуйгурского, сарыг-югурского и тувинского языков.
Он — автор более 40 научных и научно-популярных работ, в том числе книги «Тыва улустун хуу аттарынын тоогузу» («История личных имен в тувинском языке», 2004).Является соавтором «Русско-тувинского словаря общественно-политических терминов», учебников по тувинскому языку и тувинской детской литературы для учащихся Кызылского педучилища, членом редколлегии, ответственным редактором отдельных коллективных изданий «Моолдун чажыт тоогузу» («Сокровенное сказание монголов»), первого тома «Толкового словаря тувинского языка». Разработал «Тувинско-турецкий разговорник», написал и опубликовал на турецком языке статьи «Тувинские героические сказания», «Тувинские героические сказания и особенности их исполнения», «Проблемы тувинского алфавита», «Гласные тувинского языка».
Ч. М. Доржу — не только известный ученый-исследователь тувинского языка, но и поэт, член Союза писателей РТ. Его перу принадлежит поэтический сборник «Ай чаазында йорээл». (1990).

## Награды и звания
За плодотворную работу в области исследований тувинского языка и общественную и государственную деятельность Доржу Ч. М. Неоднократно награждался Почетными грамотами различных ведомств и министерств, в 1999 г. ему присвоено почетное звание «Заслуженный деятель науки Республики Тыва».